# HD 181433
HD 181433 — звезда в созвездии Павлина. Находится на расстоянии около 87 световых лет от Солнца. Вокруг звезды обращаются три (неподтверждённые) планеты. Имеет видимую звёздную величину +8,38m.

## Характеристики
Исследователи не выяснили, к какому точно классу принадлежит звезда. В одних каталогах её причисляют к классу карликов главной последовательности, в других — к гигантам или же субгигантам. Предположительно, звезда имеет массу немного меньше массы Солнца (около 80 %), а диаметр составляет около 79 % солнечного. Если HD 181433 имеет массу меньше солнечной, её возраст можно оценить в 4,6 миллиардов лет. Светимость звезды составляет 0,27 солнечной.

## Планетная система
В июне 2008 года было объявлено об открытии трёх планет в системе: b, c и d. Внутренняя планета относится к классу т. н. «суперземель», то есть по массе лишь немного превышает массу Земли. Две другие относятся к классу газовых гигантов. Все они находятся очень близко к родительской звезде — на расстоянии до трёх а.е. Полный оборот вокруг звезды планеты b, c, и d совершают за 9,37, 7,56 и 962 суток соответственно.

## Ближайшее окружение звезды
Следующие звёздные системы находятся на расстоянии в пределах 20 световых лет от HD 181433:
| Звезда     | Спектральный класс | Расстояние, св. лет |
| L 79-24    | M V                | 8,8                 |
| HR 7012    | A5-7 V-IV          | 12                  |
| CD-63 1343 | F9 V               | 15                  |
| φ1 Павлина | F1 III             | 16                  |
| φ² Павлина | F8 V               | 16                  |
| HR 7674    | F8 V               | 20                  |